# واج‌شناسی کردی
واج‌شناسی کردی سامانهٔ گفتاری زنجیرهٔ زبان‌های کردی است. این مقاله به‌ترتیب شامل واج‌شناسی استاندارد هر سه شاخهٔ زبان‌های کردی است.ویژگی‌های واج‌شناسی شامل فرق میان انسدادی‌های بی‌واک تنفسی و غیرتنفسی و وجود واج‌های اختیاری است.

## همخوان‌ها
| شمالی مرکزی جنوبی | زازاکی گورانی مناطق ترکیبی |

پراکندگی جغرافیایی گویشوران کردی و زازا–گورانی
شمالی
مرکزی
جنوبی
زازاکی
گورانی
مناطق ترکیبی

در هر سه گویش کردی (کردی شمالی، کردی مرکزی و کردی جنوبی) همخوان‌ها برابر هستند، مگر این که اشاره شوند.
|          |                | لبی | دندانی/لثوی | دندانی/لثوی | کامی | کامی | نرم‌کامی | نرم‌کامی | ملازی | ملازی | حلقی | چاکنای‌ای |
| ساده     | اطباق          | لبی | ساده        | شفوی        | ساده | شفوی | ساده    | شفوی    |       |       | حلقی | چاکنای‌ای |
| -------- | -------------- | --- | ----------- | ----------- | ---- | ---- | ------- | ------- | ----- | ----- | ---- | -------- |
| خیشومی   | خیشومی         | m   | n           |             |      |      | ŋ       |         |       |       |      |          |
| انسدادی  | بی‌واک تنفسی    | pʰ  | tʰ          |             | t͡ʃʰ  |      | kʰ      |         | qʰ    |       |      |          |
| انسدادی  | بی‌واک غیرتنفسی | p   | t           |             | t͡ʃ   |      | k       | kʷ      | q     | qʷ    |      | ʔ        |
| انسدادی  | واک‌دار         | b   | d           |             | d͡ʒ   |      | g       | ɡʷ      |       |       |      |          |
| سایشی    | بی‌واک          | f   | s           | sˠ          | ʃ    |      | x       | xʷ      |       |       | ħ    | h        |
| سایشی    | واک‌دار         | v   | z           | zˠ          | ʒ    |      | ɣ       | ɣʷ      |       |       | ʕ    |          |
| ناسوده   | ناسوده         |     | l           | ɫ           | j    | ɥ    |         | w       |       |       |      |          |
| «ر» گونه | «ر» گونه       |     | ɾ           |             | r    |      |         |         |       |       |      |          |

- /n, t, d/ دندانی‌لثوی لامینال [n̪, t̪, d̪] هستند، در حالی که /s, z/ لامینال لثوی دندانی‌شدهٔ [s̪, z̪] هستند، و به‌صورتی تلفظ می‌شوند که تیغهٔ زبان به‌صورت خیلی نزدیک به پشت دندان‌های بالایی در بیاید.
- در زبان‌های کردی لثوی ساده /l/ و پس‌لثوی اطباق‌شده /ɫ/ ناسودهٔ پسین به‌صورت تضاد تلفظ می‌شود. برخلاف انگلیسی،  این دو حرف به‌جای واج‌گونه، جدا تلفظ می‌شوند.
- /d/ پس‌واکی به‌صورت [ð̞] ناسوده نرم می‌شود. این ویژگی محلی در دیگر زبان‌های ایرانی هم به‌خوبی دیده می‌شود و توسط ویندفور «د زاگرسی» نامیده می‌شود.
- زبان‌های کردی دو همخوان «ر» گونه دارند؛ لثوی ضربه‌ای (/ɾ/) و لثوی لرزشی (/r/). در حالی که نخستین لثوی باشد، دومی به‌صورت لثوی‌کامی در می‌آید.
- در کردی مرکزی، /x, xʷ, ɣ, ɣʷ/ به‌صورت [χ, χʷ, ʁ, ʁʷ] تلفظ می‌شوند.
- در کردی شمالی بین تلفظ‌های انسدادی ساده و تنفسی تمایز قائل می‌شود، که می‌تواند در هر موقعیتی تنفسی بشود. بدین ترتیب /p/ با /pʰ/ و /t/ با /tʰ/ و /k/ با /kʰ/ و /q/ با /qʰ/ و ادغامی /t͡ʃ/ با /t͡ʃʰ/ تقابل می‌یابد.
- هرچند که [ɥ] به‌صورت واج‌گونهٔ /w/ در نظر گرفته می‌شود، برخی بر این باورند که این آوا باید تمایز بیابد.
- در کردی بین تلفظ‌های سادهٔ /s/ و /z/ و تلفظ‌های اطباقی‌شان (/sˠ/ و /zˠ/) تمایز قائل می‌شود. این تلفظ‌های اطباقی در کردی، میزان غلظت‌شان نسب به همخوان‌های غلیظ در زبان‌های سامی کمتر است.
- در کردی جنوبی، [ɲ] واج‌گونهٔ /n/ است؛ این اتفاق در یازده تا نوزده کلمه که گروه‌واژهٔ ⟨nz⟩ را دارند رخ می‌دهد. کلمهٔ yânza به‌صورت [ja:ɲzˠa] تلفظ می‌شود.

### لبی‌شدگی
- در کردی نقاط مقابل به انسدادی نرم‌کامی، سایشی نرم‌کامی بی‌واک و ملازی انسدادی لبی می‌شود. بدین ترتیب /k/ با /kʷ/ و /ɡ/ با /ɡʷ/ و /x/ با /xʷ/ و /q/ با /qʷ/ هم‌سنجی می‌شود. این همخوان‌های لبی‌شده دارای حرف یا دونگارهی متمایزی نیستند. برای مثال کلمهٔ xulam ('نوکر') به‌صورت [xʷɪˈla:m]، و qoç ('شاخ') به‌صورت [qʷɨnd͡ʒ] تلفظ می‌شود.

### کامی‌شدگی
- پس از /ɫ/، تلفظ /t/ به‌صورت [tʲ] کامی می‌شود. یک مثال کلمهٔ کردی مرکزی gâlta ('جوک') است که به‌صورت [ga:ɫˈtʲæ] تلفظ می‌شود.
- /k/ و /ɡ/ پیش از واکه‌های بستهٔ /i/ و /e/ به‌خوبی [ɥ] محکم کامی می‌شوند، که از لحاظ آوایی مثل /t͡ʃ/ و /d͡ʒ/ هستند.
- پیش از تلفظ /ŋ/، تلفظ‌های /s/ و /z/ به‌صورت /ʒ/ کامی می‌شوند. در محیط یکسان، /ʃ/ هم به‌صورت /ʒ/ در می‌آید.

### حلقی‌شدگی
- در برخی موارد، /p/ ،/t/ ،/k/ ،/s/ ،/z/ به‌صورت [pˤ, tˤ, kˤ, sˤ, zˤ] حلقی می‌شوند. برای مثال، کلمهٔ sed/ṣed به‌صورت [ˈsˤɛd] تلفظ می‌شود.
- به‌علاوه، در حالی که [fˤ] و [ɡˤ] مختص به کردی مرکزی هستند، [t͡ʃˤ] مختص به کردی شمالی است.

### همخوان‌های اختیاری
- /ħ/ و /ɣ/ واج‌هایی غیربومی هستند و اغلب دارای اصالتی عربی هستند. با این که آن‌ها اغلب به‌ترتیب با تلفظ‌های /h/ و /x/ جایگزین می‌شوند، اختیاری هستند. بدین ترتیب کلمهٔ heft/ḧeft ('هفت' /ˈħɛft/) می‌تواند به هر دو صورت [ˈhɛft] و [ˈħɛft]، و کلمهٔ xerîb/ẍerîb ('بیگانه'، /ɣɛˈri:b/) به هر دو صورت [xɛˈri:b] و [ɣɛˈri:b] تلفظ بشود.
- /ʕ/ فقط در کلماتی که دارای اصالتی عربی یا فارسی و فقط در موقعیت اولیه هستند وجود دارد. بدین ترتیب یک وام‌واژهٔ عربی مثل «حسن» به‌صورت /ʕɛˈsɛn/ تلفظ می‌شود. این واج در برخی از لهجه‌های جنوبی و شمالی کردی ناموجود است.

## واکه‌ها
فهرست واکه‌ها با توجه به گویش تفاوت می‌یابد، برخی از گویش‌ها هم نسبت به دیگر گویش‌ها تعداد بیشتری واکه دارند. /i:, ʊ, u:, ɛ, e:, o:, ɑ:/ تنها واکه‌هایی هستند که در هر سه گویش کردی وجود دارند.
|       |       | جلویی                                              | مرکزی                                              | پشتی                                               |
| ----- | ----- | -------------------------------------------------- | -------------------------------------------------- | -------------------------------------------------- |
| بسته  | کشیده | Error using {{IPA symbol}}: "i:" not found in list | Error using {{IPA symbol}}: "ʉ:" not found in list | Error using {{IPA symbol}}: "u:" not found in list |
| بسته  | کوتاه | ɪ                                                  | ɨ                                                  | ʊ                                                  |
| میانی | کشیده | Error using {{IPA symbol}}: "e:" not found in list | Error using {{IPA symbol}}: "ø:" not found in list | Error using {{IPA symbol}}: "o:" not found in list |
| میانی | کوتاه | ɛ                                                  | Error using {{IPA symbol}}: "ø:" not found in list | o                                                  |
| باز   | باز   | a                                                  | a:                                                 | a:                                                 |

### جدول دقیق
| حرف | واج                                                | واج                                                | واج                                                |
| حرف | شمالی                                              | مرکزی                                              | جنوبی                                              |
| --- | -------------------------------------------------- | -------------------------------------------------- | -------------------------------------------------- |
| a   | a:                                                 | æ                                                  | a                                                  |
| â   | –                                                  | a:                                                 | a:                                                 |
| e   | ɛ                                                  | ɛ                                                  | ɛ                                                  |
| ê   | Error using {{IPA symbol}}: "e:" not found in list | Error using {{IPA symbol}}: "e:" not found in list | Error using {{IPA symbol}}: "e:" not found in list |
| i   | ɪ                                                  | ɪ                                                  | ɨ                                                  |
| î   | Error using {{IPA symbol}}: "i:" not found in list | Error using {{IPA symbol}}: "i:" not found in list | Error using {{IPA symbol}}: "i:" not found in list |
| o   | Error using {{IPA symbol}}: "o:" not found in list | Error using {{IPA symbol}}: "o:" not found in list | o                                                  |
| ô   | –                                                  | –                                                  | Error using {{IPA symbol}}: "o:" not found in list |
| ö   | –                                                  | –                                                  | Error using {{IPA symbol}}: "ø:" not found in list |
| u   | ʊ                                                  | ʊ                                                  | ʊ                                                  |
| û   | Error using {{IPA symbol}}: "u:" not found in list | Error using {{IPA symbol}}: "u:" not found in list | Error using {{IPA symbol}}: "u:" not found in list |
| ü   | –                                                  | –                                                  | Error using {{IPA symbol}}: "ʉ:" not found in list |

### واکه‌های اختیاری
- /ø:/ تنها در کردی جنوبی وجود دارد، و با حرف ⟨ö⟩ نشان داده می‌شود. در کردی شمالی، این آوای اختیاری تنها در وام‌واژه‌هایی که از ترکی گرفته شده‌اند، وجود دارد؛ که اغلب با /o:/ ادغام می‌شود. کلمهٔ öks (برگرفته از کلمهٔ ترکی ökse به‌معنی 'گل خاک رس') هم به‌صورت [ø:ks] و هم به‌صورت [o:ks] وجود دارد.
- 'اُ کوتاه' ([o]) در کردی رایج نیست و بیشتر در وام‌واژه‌هایی از ترکی مثل komite وجود دارد، که به‌صورت [komi:ˈtɛ] تلفظ می‌شود.

### نیم‌واکه‌ها و واکه‌های مرکب
نیم‌واکههای [w]، [j]، و [ɥ] در هجاهایی دیده می‌شوند که دنبالهٔ آن‌ها بلافاصله با یک واکهٔ کامل شروع می‌شوند. تمام ترکیبات زیر بجز چهارتای پایانی آن‌ها در تمام زبان‌های کردی وجود دارند. در صورتی که کلمه‌ای تنها مختص به یک زبان باشد، آن زبان ذکر شده‌است.
| آوا   | نوشتار | مثال   | مثال                | مثال                 | گروه زبانی | گروه زبانی | گروه زبانی |
| آوا   | نوشتار | کلمه   | آوا                 | معنی                 | شمالی      | مرکزی      | جنوبی      |
| ----- | ------ | ------ | ------------------- | -------------------- | ---------- | ---------- | ---------- |
| [əw]  | aw     | şaw    | [ˈʃəw]              | 'شب' (کردی مرکزی)    | موجود      | موجود      | موجود      |
| [a:w] | âw     | çaw    | [ˈt͡ʃa:w]            | 'چشم' (کردی مرکزی)   | موجود      | موجود      | موجود      |
| [a:j] | ây     | çay    | [ˈt͡ʃa:j]            | 'چای'                | موجود      | موجود      | موجود      |
| [ɛw]  | ew     | kew    | [ˈkɛw]              | 'کپسول'              | موجود      | موجود      | موجود      |
| [ɛj]  | ey     | peynja | [pɛjˈnʒæ][pɛjˈnʒa:] | 'نردبان'             | موجود      | موجود      | موجود      |
| [o:j] | oy     | birôyn | [bɪˈɾo:jn]          | 'برویم' (کردی مرکزی) | موجود      | موجود      | موجود      |
| [u:j] | ûy     | çûy    | [ˈt͡ʃu:j]            | 'رفت' (کردی مرکزی)   | موجود      | موجود      | موجود      |
| [a:ɥ] | a      | da     | [ˈda:ɥ]             | 'غول' (کردی جنوبی)   | ناموجود    | ناموجود    | موجود      |
| [ʉ:ɥ] | ü      | küa    | [ˈkʉ:ɥa:]           | 'کوه' (کردی جنوبی)   | ناموجود    | ناموجود    | موجود      |
| [ɛɥ]  | e      | tela   | [tɛɥˈla:]           | 'اصطبل' (کردی جنوبی) | ناموجود    | ناموجود    | موجود      |
| [ɥa:] | a      | dat    | [dɥa:t]             | 'دختر' (کردی جنوبی)  | ناموجود    | ناموجود    | موجود      |